# Colin Cunningham (színművész)
Colin Alexander Cunningham (Los Angeles, Kalifornia, 1967. augusztus 20. –) amerikai színész.
Legismertebb alakítása Paul Davis őrnagy szerepe a Csillagkapu című amerikai sci-fi sorozatban. E sci-fi sorozat forgatása miatt költözött Vancouverbe.

## Filmográfia

### Film
| Év   | Magyar cím                   | Eredeti cím                           | Szerep              | Magyar hang      |
| ---- | ---------------------------- | ------------------------------------- | ------------------- | ---------------- |
| 1995 |                              | Hard Evidence                         | Dietrich            |                  |
| 1998 |                              | Zacharia Farted                       | Michael Bates       |                  |
| 1999 | Szemtanúk nélkül             | The Silencer                          | Hale Bryant         |                  |
| 2000 | Nem kutya                    | Best in Show                          | New York-i hentes   |                  |
| 2000 | A hatodik napon              | The 6th Day                           | Tripp               | Seder Gábor      |
| 2001 | Bízd a hackerre!             | Antitrust                             | 20-as épület őre    |                  |
| 2005 | Elektra                      | Elektra                               | McCabe              | Oberfrank Pál    |
| 2006 |                              | The Entrance                          | Banks rendőr        |                  |
| 2007 |                              | Breakfast with Scot                   | Billy               |                  |
| 2008 | Csillagkapu: Continuum       | Stargate: Continuum                   | Paul Davis őrmester |                  |
| 2011 |                              | Afghan Luke                           | Christer            |                  |
| 2011 | A zombik ébredése            | Rise of the Damned                    | Zan                 |                  |
| 2014 |                              | Guardian Angel                        | Gregor Sarkoff      |                  |
| 2014 |                              | The Historian                         | Chris Fletcher      |                  |
| 2017 |                              | Little Pink House                     | Billy Von Winkle    |                  |
| 2021 |                              | Bashira                               | John Cavanaugh      |                  |
| 2024 | Horizont: Egy amerikai eposz | Horizon: An American Saga – Chapter 1 | Chisholm            | Fehérváry Márton |

Rövidfilmek
- 2004: The 30 Second Guaranteed Foolproof Ancient Cantonese Method – dohányos
- 2005: Say Yes – The Pool Shark
- 2006: Incident at Alma – Wilkens tiszteletes
- 2006: Insider Trading – Thomas Reid
- 2007: Human Resources – Gerald
- 2007: Centigrade – férfi
- 2012: Goal! – kommentátor

### Televízió
| Év        | Magyar cím                         | Eredeti cím                                                     | Szerep                                         | Megjegyzések                                                                  |
| --------- | ---------------------------------- | --------------------------------------------------------------- | ---------------------------------------------- | ----------------------------------------------------------------------------- |
| 1994      | Boldogságra éhezve                 | For the Love of Nancy                                           | gyakornok                                      | tévéfilm                                                                      |
| 1995      | Mókás hekus                        | The Commish                                                     | Morris                                         | 1 epizód                                                                      |
| 1995      |                                    | The Marshal                                                     | Speedy                                         | 1 epizód                                                                      |
| 1995–96   | X-akták                            | The X-Files                                                     | Terry Wilmer hadnagy / Escalante / Dr. Stroman | - 3 epizód - magyar hangjai: - Fazekas István - Végh Ferenc - Selmeczi Roland |
| 1996      | Modern Robin Hood                  | Robin of Locksley                                               | Walter Nottingham                              | tévéfilm                                                                      |
| 1996      | Végtelen határok                   | The Outer Limits                                                | George Ernst professzor                        | 1 epizód                                                                      |
| 1997      |                                    | Captains Courageous                                             | Manuel                                         | tévéfilm                                                                      |
| 1997      | Tüzes hó                           | Volcano: Fire on the Mountain                                   | Stan Sinclair                                  | tévéfilm                                                                      |
| 1997      | Nyers erő                          | Hostile Force                                                   | Larry                                          | tévéfilm                                                                      |
| 1997      | Lángoló űr                         | Dead Fire                                                       | Cal Brody                                      | - tévéfilm - magyar hangja: - Szabó Sipos Barnabás                            |
|           | Five Desperate Hours               | Wesley Ballard                                                  | tévéfilm                                       |                                                                               |
| 1997–98   |                                    | Dead Man's Gun                                                  | Floyd rendőr / Franklin Justice tiszteletes    | 2 epizód                                                                      |
| 1998      |                                    | It's True                                                       | seriff                                         | 1 epizód                                                                      |
| 1998      | Sentinel – Az őrszem               | The Sentinel                                                    | Dr. Burke                                      | 1 epizód                                                                      |
| 1998      | Száguldó vipera                    | Viper                                                           | Dr. Peter Markham                              | 1 epizód                                                                      |
| 1998      | A hálózat csapdájában              | The Net                                                         | Josh Brand                                     | 1 epizód                                                                      |
| 1999      | Holló – Út a mennyországba         | The Crow: Stairway to Heaven                                    | Cardosa                                        | 1 epizód                                                                      |
| 1999      | Y2K – Végzetes visszaszámlálás     | Y2K                                                             | Ross Singer                                    | tévéfilm                                                                      |
| 1999–2001 |                                    | Beggars and Choosers                                            | Herb Kolodny                                   | 22 epizód                                                                     |
| 1999–2005 | Csillagkapu                        | Stargate SG-1                                                   | Paul Davis őrnagy                              | 15 epizód                                                                     |
| 2000      | Függő játszma 2. – Az utolsó menet | Final Ascent                                                    | Wayne                                          | - tévéfilm - magyar hangja: - Fekete Zoltán                                   |
| 2000–2001 |                                    | Big Sound                                                       | Nick Keester                                   | 2 epizód                                                                      |
| 2001      |                                    | Dead Last                                                       | Ray Varner                                     | 1 epizód                                                                      |
| 2001      | Halálos hullámhossz                | Strange Frequency                                               | Jay a zenei ügynök                             | 1 epizód                                                                      |
| 2001      | Sötét angyal                       | Dark Angel                                                      | Transhuman – DAC                               | 1 epizód                                                                      |
| 2001      | Undercover – A titkos csapat       | UC: Undercover                                                  | Roger Faraday ügynök                           | 1 epizód                                                                      |
| 2001–2002 | Halott ügyek                       | Cold Squad                                                      | Sean Ryerson                                   | 3 epizód                                                                      |
| 2002      | Rejtélyek kalandorai               | Mysterious Ways                                                 | Mike Hughes                                    | 1 epizód                                                                      |
| 2002      | Partymikulás                       | Mr. St. Nick                                                    | Nardo ügynök                                   | - tévéfilm - magyar hangja: - Breyer Zoltán                                   |
| 2002–2005 | A halottkém                        | Da Vinci's Inquest                                              | Brian Curtis nyomozó                           | 33 epizód                                                                     |
| 2003      | Raboljuk el Sinatrát!              | Stealing Sinatra                                                | John Foss                                      | tévéfilm                                                                      |
| 2003      |                                    | The Twilight Zone                                               | Seth                                           | 1 epizód                                                                      |
| 2003      | Smallville                         | Smallville                                                      | Nicky                                          | 1 epizód                                                                      |
| 2003      |                                    | Behind the Camera: The Unauthorized Story of Three's Company    | Steve                                          | tévéfilm                                                                      |
| 2003      | Változó idők                       | Out of Order                                                    | csatorna vezetője                              | minisorozat (6 epizód)                                                        |
| 2003      | Chris és a csodaautó               | Wilder Days                                                     | kalóz                                          | tévéfilm                                                                      |
| 2003      | Enyveskezű Mikulás                 | Stealing Christmas                                              | pláza biztonsági őr                            | tévéfilm                                                                      |
| 2003–2004 | Androméda                          | Andromeda                                                       | Shig                                           | 2 epizód                                                                      |
| 2004      |                                    | Star Trek: New Voyages                                          | Pike kapitány                                  | 1 epizód                                                                      |
| 2004      | CSI: Miami helyszínelők            | CSI: Miami                                                      | Ross Kaye                                      | 1 epizód                                                                      |
| 2004      | L                                  | The L Word                                                      | Harry Samchuk                                  | 2 epizód                                                                      |
| 2004      |                                    | The Chris Isaak Show                                            | Neil                                           | 2 epizód                                                                      |
| 2004–2006 | A gyűjtő                           | The Collector                                                   | narrátor/ ördög                                | 23 epizód                                                                     |
| 2004–2007 | 4400                               | The 4400                                                        | Ryan Powell                                    | 2 epizód                                                                      |
| 2005      | A holtsáv                          | The Dead Zone                                                   | Pendragon                                      | 1 epizód                                                                      |
| 2005      |                                    | Reunion                                                         | Michael Duggan                                 | 1 epizód                                                                      |
| 2005–2006 | A polgármester                     | Da Vinci's City Hall                                            | Brian Curtis nyomozó                           | 8 epizód                                                                      |
| 2006      |                                    | Lesser Evil                                                     | Jon                                            | tévéfilm                                                                      |
| 2006      |                                    | Saved                                                           | Jack                                           | 1 epizód                                                                      |
| 2006      |                                    | Behind the Camera: The Unauthorized Story of 'Diff'rent Strokes | Vic Perillo                                    | tévéfilm                                                                      |
| 2007      | A horror mesterei                  | Masters of Horror                                               | Virgil                                         | 1 epizód                                                                      |
| 2007      | Psych – Dilis detektívek           | Psych                                                           | Marvin                                         | 1 epizód                                                                      |
| 2007      | A férfi fán terem                  | Men in Trees                                                    | ügyvéd                                         | 1 epizód                                                                      |
| 2007      | Eureka                             | Eureka                                                          | Dr. Paul Suenos                                | 1 epizód                                                                      |
| 2008      | Vízi mentők                        | The Guard                                                       | Eric                                           | 1 epizód                                                                      |
| 2008      |                                    | jPod                                                            | Steve Lefkowitz                                | 10 epizód                                                                     |
| 2009      | Csillagkapu: Atlantisz             | Stargate Atlantis                                               | Paul Davis alezredes                           | 1 epizód                                                                      |
| 2009      |                                    | The Crusader                                                    | Paul Weebler                                   | próbaepizód                                                                   |
| 2009      | Impact – A becsapódás napja        | Impact                                                          | David Rhodes                                   | minisorozat (2 epizód)                                                        |
| 2009      | Tűzgolyó                           | Fireball                                                        | Tim Timmonds                                   | tévéfilm                                                                      |
| 2009      | Sanctuary – Génrejtek              | Sanctuary                                                       | Gerald                                         | 1 epizód                                                                      |
| 2010      |                                    | Goblin                                                          | Owen                                           | tévéfilm                                                                      |
| 2010      |                                    | Living in Your Car                                              | Neil Stiles                                    | 13 epizód                                                                     |
| 2010      | Elit egység                        | Flashpoint                                                      | Roy Lane                                       | 2 epizód                                                                      |
| 2011      | Jó zsaru – rossz zsaru             | Shattered                                                       | Jack                                           | 1 epizód                                                                      |
| 2011–2015 | Éghasadás                          | Falling Skies                                                   | John Pope                                      | - főszereplő - magyar hangja: - Sarádi Zsolt                                  |
| 2012      | Észlelés                           | Perception                                                      | Gerard Permut                                  | 1 epizód                                                                      |
| 2012      |                                    | The Eleventh Victim                                             | Cruise                                         | tévéfilm                                                                      |
| 2014      |                                    | Klondike                                                        | Swiftwater Bill                                | minisorozat (4 epizód)                                                        |
| 2014      |                                    | Fools for Hire                                                  | Lacey nyomozó                                  | 3 epizód                                                                      |
| 2014      | Hell on Wheels – Pokoli vadnyugat  | Hell on Wheels                                                  | szerencsejátékos                               | 1 epizód                                                                      |
| 2014      | Doktor Rush                        | Rush                                                            | Tyle Duggans                                   | 1 epizód                                                                      |
| 2017      |                                    | Blood Drive                                                     | Julian Slink                                   | főszereplő (13 epizód)                                                        |
| 2018      | Preacher                           | Preacher                                                        | TC                                             | - 10 epizód - magyar hangja: - Welker Gábor                                   |
| 2019      | Hawaii Five-0                      | Hawaii Five-0                                                   | Scott Hester                                   | 1 epizód                                                                      |
| 2019      | Dex nyomozó                        | Stumptown                                                       | Wallace Kane                                   | 2 epizód                                                                      |

### Színház
- Before Eva: Jonathon szerepében (író: William Scheer)
- Car Cemetery: Emanou szerepében (író:	Fernando Arrabal)
- Day They Shot: John Lennon szerepében (író: Gately Jim McClure)
- Exit The King: a király szerepében (író: Eugene Ionesco)
- Improv We Trust: több szerepben
- Merlin: Mark Twain szerepében
- Oliver: mellékszereplő (író: Charles Dickens)
- Private Wars
- Professor George: Phillip Richards szerepében
- Some Killer Elephant: Carrol szerepében
- Sweet Charity: mellékszereplő
- The Gift & The Giving: Larry szerepében